# Valy u Markvartic
Valy u Markvartic (též Žižkovy valy) jsou pozůstatkem čtyřúhelníkového ohrazeného areálu z období laténské kultury. Archeologická lokalita se nachází jihovýchodně od Markvartic v okrese Jičín.

## Historie
Valy u Markvartic jsou známy pod pomístními jmény Na Valech, Šance a Žižkovy valy. První písemná zmínka o nich je z roku 1714 a nachází se v makvartické farní kronice. Na mapě kosteleckého panství z poloviny osmnáctého století je zakreslen půdorys valů, ale jejich nejstarší popis zaznamenal až roku 1842 František Vetešník. V roce 1909 místo popsal Josef Ladislav Píč a přibližně o dvacet let později je zkoumal J. Pažout. Odborný archeologický výzkum pod vedením Jiřího Waldhausera uskutečnilo v roce 1969–1970 Severočeské muzeum v Liberci.
Lokalitu tvoří laténské sídliště, které bylo částečně odkryto asi 100 metrů jižně od valů, a ohrazený areál typu viereckschanze. Jde o jediný objekt tohoto typu ve východních Čechách.
Valy byly využívány ve druhém až prvním století před naším letopočtem, ale některé objekty jsou asi o sto let starší. Starší interpretace považovaly čtverhranná laténská ohrazení za svatyně. Nověji převládá názor, že sloužily jako sídlo vyšší společenské vrstvy, řemeslníků nebo obchodníků. Dokládají to méně časté archeologické nálezy bronzového ozubeného kolečka, zlomek skleněného korálu, zlomek pochvy meče, bronzové a železné spony. Mezi další objevené předměty patří kamenný rotační mlýnek z Ráb a z širšího okolí pochází nález stříbrné mince původem z oblasti Černomoří.

## Stavební podoba
Lokalita se nachází na východním okraji kotliny s rozlohou 12 × 6 kilometrů. Leží na mírném severovýchodním svahu s převýšením dosahujícím uvnitř areálu čtyř metrů. Ohrazení bylo částečně poškozeno orbou. Nejlépe se dochovala 180 metrů dlouhá jižní strana, kde val dosahuje výšky přibližně 3,5 metru a na jeho vnější straně je patrný příkop. Východní strana dlouhá 95 metrů a severní strana (150 metrů) měly na přelomu šedesátých a sedmdesátých let dvacátého století podobu terasy vysoké 1–2,6 metru. Západní val dlouhý 125 metrů se projevoval jen jako nevýrazná terénní vlna dlouhá asi 22 metrů. Valy byly postaveny jako prostý násep bez použití vnitřní konstrukce. Příkop měl zahrocené dno. Vchod, přístupný po dřevěné lávce přes příkop, se nacházel přibližně uprostřed západní strany, nicméně je možné, že jeho dochované stopy jsou až výsledkem novověkých úprav.
Uvnitř ohrazení stála v jihovýchodním rohu nadzemní halová stavba a v severozápadním rohu zahloubená chata. U severního valu bývala rozměrná pec, v níž byly objeveny zbytky dřeva a spáleného prosa. Jiří Waldhauser ji vzhledem ke spalování obilí, použití (posvátného) dubového dřeva a množství nedefinovatelných hliněných předmětů označil za posvátný krb. Pravděpodobnější však je, že patřila k provoznímu vybavení sídla.